# Trogoxylon
Trogoxylon là một chi bọ cánh cứng có mặt ở miền Cổ bắc (bao gồm châu Âu), Cận Đông, miền Tân bắc, Neotropics và Bắc Phi.
Các loài:
- Trogoxylon aequale
- Trogoxylon angulicollis
- Trogoxylon auriculatum
- Trogoxylon caseyi
- Trogoxylon giacobbii
- Trogoxylon impressum
- Trogoxylon ingae
- Trogoxylon parallelipipedum
- Trogoxylon praeustum
- Trogoxylon punctatum
- Trogoxylon punctipenne
- Trogoxylon rectangulum
- Trogoxylon recticolle
- Trogoxylon spinifrons
- Trogoxylon ypsilon